# Provincia di Ourense
Ourense (nome ufficiale in galiziano; in castigliano: Orense) è una provincia della comunità autonoma della Galizia, nella Spagna nord-occidentale.

## Geografia
Confina con le province di Pontevedra a ovest e di Lugo a nord, con la Castiglia e León (province di León e di Zamora) a est e con il Portogallo (distretti di Braganza, Vila Real, Braga e Viana do Castelo) a sud. La superficie è di 7.273 km², la popolazione nel 2003 era di 340.258 abitanti. Il capoluogo è Ourense, altri centri importanti sono Verín e O Barco de Valdeorras.

## Amministrazione

### Suddivisione amministrativa
- Allariz
- Amoeiro
- A Arnoia
- Avión
- Baltar
- Bande
- Baños de Molgas
- Barbadás
- O Barco de Valdeorras
- Beade
- Beariz
- Os Blancos
- Boborás
- A Bola
- O Bolo
- Calvos de Randín
- Carballeda de Avia
- Carballeda de Valdeorras
- O Carballiño
- Cartelle
- Castrelo de Miño
- Castrelo do Val
- Castro Caldelas
- Celanova
- Cenlle
- Chandrexa de Queixa
- Coles
- Cortegada
- Cualedro
- Entrimo
- Esgos
- Gomesende
- A Gudiña
- O Irixo
- Larouco
- Laza
- Leiro
- Lobeira
- Lobios
- Maceda
- Manzaneda
- Maside
- Melón
- A Merca
- A Mezquita
- Montederramo
- Monterrei
- Muíños
- Nogueira de Ramuín
- Oímbra
- Ourense
- Paderne de Allariz
- Padrenda
- Parada de Sil
- O Pereiro de Aguiar
- A Peroxa
- Petín
- Piñor
- A Pobra de Trives
- Pontedeva
- Porqueira
- Punxín
- Quintela de Leirado
- Rairiz de Veiga
- Ramirás
- Ribadavia
- Riós
- A Rúa
- Rubiá
- San Amaro
- San Cibrao das Viñas
- San Cristovo de Cea
- San Xoán de Río
- Sandiás
- Sarreaus
- Taboadela
- A Teixeira
- Toén
- Trasmiras
- A Veiga
- Verea
- Verín
- Viana do Bolo
- Vilamarín
- Vilamartín de Valdeorras
- Vilar de Barrio
- Vilar de Santos
- Vilardevós
- Vilariño de Conso
- Xinzo de Limia
- Xunqueira de Ambía
- Xunqueira de Espadanedo